# Messerschmitt Me P.1101
De Messerschmitt Me P.1101 is een jachtvliegtuig ontworpen door de Duitse vliegtuigontwerper Messerschmitt.

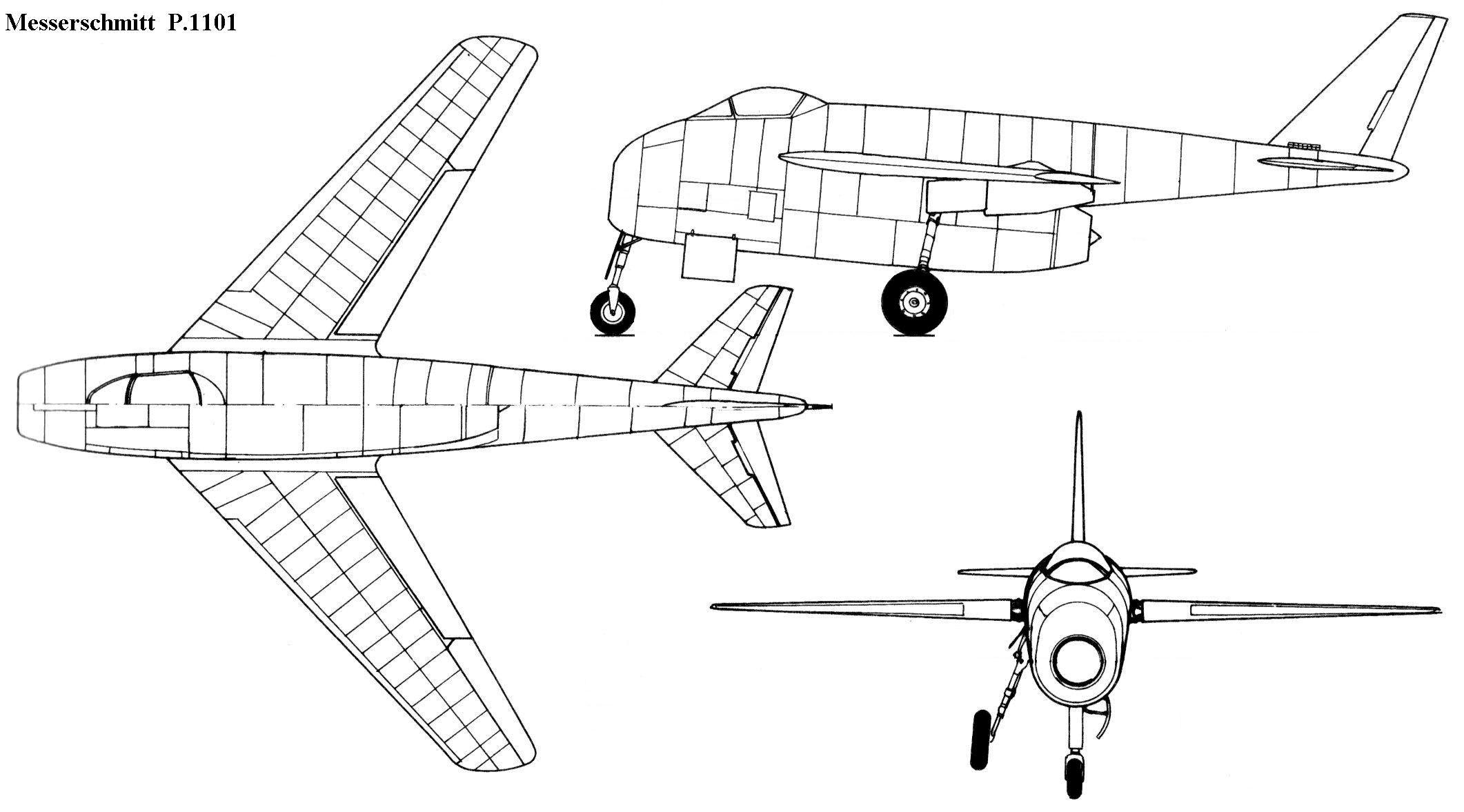
Messerschmitt P.1101

Op 15 juli 1944 diende het Reichsluftfahrtministerium (RLM) voorstel 226/II in bij de Duitse vliegtuigfabrikanten. Deze specificatie vroeg om de volgende eigenschappen (deze wijzigden in de loop der tijd verschillende malen, voor de tweede generatie straaljagers van het Derde Rijk):
- aangedreven door een Heinkel-Hirth He S 011 straalmotor
- een maximumsnelheid van 1.000 km/uur op 7.000 m
- een brandstofcapaciteit van 1.000 liter voor een vliegduur van 30 minuten op zeehoogte
- een operationeel plafond van 14.000 m
- bewapend met vier 30 mm MK108 kanonnen
- een drukcockpit.

## Ontwerp
Ingenieur Hans Hornung van Messerschmitt begon met de ontwikkeling van het eerste Me P.1101 eenpersoons jachtvliegtuig ontwerp. Slechts negen dagen na het uitgeven van de specificatie, op 24 juli 1944, had de eerste Me P.1101 op papier reeds vorm gekregen. De romp was kort en breed met twee ronde luchtinlaten aan iedere kant van de cockpit. De Heinkel He S 011 straalmotor werd in de achterkant van de romp aangebracht. Er kon 710 liter brandstof in twee tanks boven en onder de motor. De vleugel was van twee pijlstanden voorzien, 40 graden bij de romp en 26 graden bij de buitenvleugels. Vleugelkleppen waren langs de gehele vleugelachterrand aangebracht. Er kon 340 liter brandstof worden vervoerd in de vleugels. De totale brandstofcapaciteit bedroeg 1.050 liter. De V-vormige staartsectie werd aan een staartboom aangebracht die boven de motoruitlaat uitstak. Er was een metalen plaat tegen aangebracht om zo de in de staartboom aanwezige radioapparatuur te beschermen. Een 500 kg SC500 bom kon onder de romp worden vervoerd, gedeeltelijk in een daar aangebrachte ruimte. De bewapening bestond uit twee 30 mm MK108 kanonnen in de onderkant van de rompzijkanten.

## Tweede ontwerp
Het volgende ontwerp dateert van 30 augustus 1944. Het was gelijk aan het eerste ontwerp maar slanker uitgevoerd. De romp had een puntigere neussectie en was ontworpen voor een grote variatie aan bewapening. Net als in het eerste ontwerp waren er twee luchtinlaten aan de zijkant van de cockpit aangebracht voor de Heinkel-Hirth He S 011 straalmotor. Er waren twee brandstoftanks in de romp aangebracht boven de motor en achter de cockpit voor 830 kg aan brandstof. De vleugel was weer afkomstig van de Me 262, had een pijlstand van 40 graden en was in het midden van de romp aangebracht. Er zou ook een V-vormige staartsectie worden aangebracht. Er was ook de mogelijkheid voor een droptank en tevens de mogelijkheid voor een tank die gesleept werd achter het toestel. De bewapening kon bestaan uit of een 55 mm MK112 kanon of twee 30 mm MK108 kanonnen. Een van de meest geavanceerde bewapening voor de P.1101 was de SG500 "Jagtfaust" die omhoog vuurde. Het was in principe een 50 mm granaat die door een raket werd aangedreven in een dunne metalen buis. Twee werden er in de neus aangebracht en er kon ook een 500 kg SC500 worden aangebracht onder de romp.
Er werd zelfs een door een ramjet aangedreven uitvoering, de P.1011L voorgesteld. De romp werd vergroot om de ramjet te kunnen herbergen. Omdat een ramjet niet kan werken voordat er een bepaalde snelheid was bereikt werden er acht vaste brandstof raketten met 1000 kg stuwdruk aangebracht. Er was maar een korte start nodig maar het actieradius zou klein zijn. De P.1101 zou daarom in de buurt van mogelijke doelen worden gestationeerd.

## Testvluchten
Na het testen van een groot aantal vleugelprofielen en rompvormen in de windtunnel besloot Messerschmitt een model op ware grootte te bouwen voor het doen van testvluchten. Omdat een groot aantal van de onderdelen reeds werden gebouwd (de vleugels, landingsgestel, motoren en de besturing) dacht men dat toestel binnen korte tijd zou vliegen en zo meer accurate gegevens zou leveren. Er was geen officiële steun van het RLM voor de bouw van dit toestel. Op 10 november 1944 rondde ingenieur Hans Hornung de eerste fase van de ontwikkeling af door alle documenten en ontwerp data te overhandigen aan het constructiebureau. Het selecteren van de bouwmaterialen begon kort hierna op 4 december 1944. De bouw van de verschillende componenten begon onder leiding van Mortiz Asem. Ondanks de vertragingen die ontstonden door de veranderende oorlogssituatie en het transportproblemen begon de bouw van het toestel langzaam op gang te komen in de Messerschmittfabriek te Oberammergau in de bergen in het zuiden van Duitsland. Dit complex was onbekend bij de geallieerden en werd daarom ook nooit aangevallen
Een experimenteel testprogramma werd ook opgezet. Het was de bedoeling om de testvluchten te beginnen met de vleugel in de 35 graden pijlstand en later de 45 graden stand te proberen. De vleugel was ontworpen om in verschillende standen te worden geplaatst terwijl het toestel op de grond stond. De eerste testvlucht zou plaatsvinden in juni 1945. Er zou ook een gevechtsuitvoering worden gebouwd uit het onderzoekstoestel.

## Ontdekking door Amerikanen
De Me P.1101 V1 was voor ongeveer 80% gereed toen het Oberammergau-complex op 29 april 1945 door de Amerikanen werd ontdekt, een paar dagen voor het einde van de oorlog. De romp was gemaakt uit Duralumim. De luchtinlaat liep onder de cockpit door. Achter de cockpit en boven de motor was de complete brandstofvoorraad van 1000 liter aangebracht. De rompachterkant bevatte de radioapparatuur en de zuurstofapparatuur. De onderzijde van de rompachterkant was bedekt met staalplaat als bescherming tegen de motoruitlaat. Er werd een Junkers Jumo 004B motor gepland maar de krachtigere Heinkel-Hirth He S 011 kon zonder veel veranderingen worden aangebracht. De vleugel was in principe de buitenvleugel van de Me 262. De staartsectie waren geheel van hout gemaakt. Er was ook een V-vormige en T-vormige staartsectie in ontwikkeling. Er werd voor een neuswiel landingsgestel gepland. De cockpit was in de rompneus aangebracht met een druppelcockpitkap. De kap werd door warme lucht van de motor schoongehouden. De cockpit zou in de productie-uitvoering als een drukcabine. De bewapening zou uit twee tot vier 30 MK108 kanonnen. Het productiemodel zou worden uitgerust met cockpit bepantsering en er konden tot vier X-4 lucht-lucht raketten onder de vleugels worden aangebracht.

## Komst geallieerden
Een paar dagen voordat het geallieerde leger zou arriveren plaatste Messerschmitt alle bouwtekeningen, berekeningen en ontwerpdocumenten op microfilm en deed deze in waterdichte containers. Deze werden verborgen in vier omliggende dorpen. Op zondag 29 april 1945 kwam een Amerikaanse eenheid aan op het Oberammergau-complex, namen een aantal documenten in beslag en vernietigde alles wat overbleef met bijlen. Het Me P.1101 V1 prototype werd ook gevonden in een nabij gelegen tunnel. Een paar dagen na de Duitse overgave kwamen Amerikaanse specialisten aan om het Messerschmittcomplex te evalueren. Na het ondervragen van een aantal Messerschmitt-medewerkers werd het bestaan van de verdwenen documenten bekend. Toen men de documenten probeerde te vinden ontdekte ze dat het Franse leger al een deel van de documenten in beslag had genomen. Een van de mensen van het Amerikaanse onderzoeksteam was Robert J. Woods van Bell Aircraft Works. Messerschmitts hoofdontwerper Woldemar Vogt en Woods spraken over het afbouwen van het P.1101 prototype in juni 1945. Dit bleek onmogelijk te zijn omdat een groot deel van de documenten zich nu in Frankrijk bevonden (deze wilde men op dit moment niet delen met de andere geallieerden) en omdat andere belangrijke informatie was vernietigd. Het prototype vertoonde nu de schade die door de ruwe behandeling die het had ondervonden door de inwerking van het weer en het gebruik voor het maken van foto's met Amerikaanse soldaten.

## Na de Tweede Wereldoorlog
De Me P.1101 V1 werd in augustus 1948 verscheept naar de Bell Aircraft Works te Buffalo, New York. Er werd meer schade aangebracht toen het toestel van een vrachtwagen viel en dit maakte elke poging tot reparatie en het maken van testvluchten onmogelijk. De P.1101 werd uitgerust met een Allison J-35 straalmotor en er werd een testopstelling gemaakt van vier 30 mm MK108 en zes 20 mm MG151/20 kanonnen in de rompneus. Bell gebruikte de P.1101 als de basis voor hun X-5. Afzonderlijke onderdelen van de P.1101 werden gebruikt voor statische proeven. Gedurende het begin van de vijftiger jaren werd de P.1101 naar de schroothoop verwezen en kwam er een einde aan dit unieke en onderscheidende vliegtuig.
Vooroorlogse ontwerpen:
S 7 ·
S 8 ·
S 9 ·
S 10 ·
S 13 ·
S 14 ·
S 15 ·
S 16 ·
M 17 ·
M 18 ·
M 19 ·
M 20 ·
M 21 ·
M 22 ·
M 23 ·
M 24 ·
M 25 ·
M 26 ·
M 27 ·
M 28 ·
M 29 ·
M 30 ·
M 31 ·
M 33 ·
M 35 ·
M 36 · 
M 37
Ontwerpen 1933-1945:
Bf 108 · 
Bf 109 ·
Bf 109TL ·
Bf 109Z ·
Bf 110 ·
Bf 161 ·
Bf 162 ·
Me 163 · 
Me 209 ·
Me 210 ·
Me 261 ·
Me 262 · 
Me 263 ·
Me 264 · 
Me 265 · 
Me 290 · 
Me 309 ·
Me 309Z ·
Me 321 · 
Me 323 · 
Me 328 · 
Me 334 ·
Me 410 · 
Me 509 · 
Projecten tot 1945:
P.1051 ·
P.1062 ·
P.1065 ·
P.1070 ·
P.1073 ·
P.1092 ·
P.1095 ·
P.1099 ·
P.1100 ·
P.1101 ·
P.1102 ·
P.1103 ·
P.1104 ·
P.1106 ·
P.1107 ·
P.1108 ·
P.1109 ·
P.1110 ·
P.1111 ·
P.1112
Libelle ·
Schwalbe ·
Wespe ·
P.08.01 ·
Zerstörer Project II
Overig:
C-44